# БМ-30 Смерч
БМ-30 Смерч (рус. Смерч — „Вихор“) или 9A52-2 Смерч-М је совјетски тешки вишецевни бацач ракета. Систем је направљен у циљу уништавања живе силе, оклопљених возила, неоклопљене мете у концентрационим подручјима, артиљеријских батерија, командних штабова и складишта муниције. Са његовим развојем започело се у раних 1980-их, а у службену употребу совјетске војске ушао је 1989. год. Када је први пут сазнало за њега на западу 1983. год, добио је њихову кодну ознаку MRL 280mm M1983. Очекује се да ће га у наоружању заменити нови систем 9А52-4 Торнадо. Основно наоружање чини ракета калибра 300 мм. Број носача ракета који се користе зависи од модела. Минималан домет ових ракета је 20, а максималан 90 км. Овај систем је извезен и у више земаља, међу којима у Кину, Индију и Кувајт.

## Историја употребе
Прва потврђена борбена употреба Смерча догодила се у два рата из 2014. године. Сиријска војска користила га је против исламистичких побуњеника 2014. године за време Сиријског грађанског рата. Коришћен је у Украјини од стране владиних снага у борби против проруских снага из источне Украјине, тј. Доњецке и Луганске народне републике.

## Компоненте
Главни делови РСЗО 9К58 "Смерч" система су:
- Ракете 9M55 or 9M528 (у контејнерима);
- БМ 9A52-2 лансирно возило;
- ТЗМ 9T234-2 возило за пуњење са 850 кг тешким краном и 12 резервних ракета;
- Аутоматским системом контроле ватре којим је опремљено командно место 1K123;
- Возило за одржавање ПМ-2-70 МТО-В;
- Комплетним складиштем за опрему 9Ф819;
- Тренажним објектима (за симулацију) 9Ф827 и 9Ф840.

Ракетама калибра 300 мм домета 70 и 90 км као различитим бојевим главама развијаним специјално за ВБР систем Смерч.
Возило 9A52-2 са аутоматизованим системом осигурања:
- Пласирање ватре са неутврђених позиција;
- Могућност померања (подизања-спуштања) лансирних цеви са контејнерима, док се посада налази у кабини, без употребе кључних тачака;
- Независно покретање лансирних цеви са контејнерима по уздужној оси уз помоћ специјалних лежајева;
- Визуелни приказ положаја лансирних цеви помоћу графичког, путање кретања возила, локацију као и тачку одредишта као и правац кретања видљив на видео терминалу;
- Унапређења на овом ракетном систему извођена су ради побољшања његове безбедности, како би се повећала брзина дејствовања и склањања са бојишта, а самим тим скратило време изложености;
- Унапређена је удобност у кабини за управљача система, нарочито у неповољним временским условима, као и у ноћним условима;
- Унапређена је самосталност рада захваљујући навигационом систему и опреми за претраживање, која омогућава возилу изненадну промену позиције за гађање и аутономно кретање;
- Смањење борбене посаде.

## Главне карактеристике
- Шасија: МАЗ-543М или МАЗ-79111
- Време припреме за паљбу: 3 мин
- Време напуштања положаја: 2 мин
- Брзина паљбе

Трајање пуног плотуна: 12 ракета за 38 секунди
- Трајање пуњења: 20 мин

## Врсте ракета
| Верзија | Верзија                                                                  | Ракета | Ракета | Бојева глава | Бојева глава                                      | Време за самоуништење | Домет | Домет |
| Име     | Тип                                                                      | Тежина | Дужина | Тежина       | Касетна                                           | Време за самоуништење | Мин.  | Макс. |
| ------- | ------------------------------------------------------------------------ | ------ | ------ | ------------ | ------------------------------------------------- | --------------------- | ----- | ----- |
| 9M55K   | Касетна муниција, против пешадијска                                      | 800 кг | 7.6 м  | 243 кг       | 72 × 1.75 кг, свака са по 96 парчади (4.5 g each) | 110 сек               | 20 км | 50 км |
| 9M55K1  | Касетна муниција, самонавођена противтенковска мина                      | 800 кг | 7.6 м  | 243 км       | 5 × 15 км                                         |                       | 20 км | 50 км |
| 9M55K4  | Касетна муниција, AT мина.                                               | 800 кг | 7.6 м  | 243 кг       | 25 × 5 кг мина                                    | 24 сата               | 20 км | 50 км |
| 9M55K5  | [[Високо експлозивна противтенковска бојева глава\|парчадно експлозивна. | 800 кг | 7.6 м  | 243 кг       | 646 × 0.25 кг (up to 120 mm RHA armor piercing)   | 260 сек               | 20 км | 50 км |
| 9M55Ф   | одвојива висок-експлоз парчадна                                          | 800 кг | 7.6 м  | 258 кг       |                                                   |                       | 20 км | 50 км |
| 9M55Ц   | Термобраична                                                             | 800 кг | 7.6 м  | 243 кг       |                                                   |                       | 20 км | 50 км |
| 9M528   | Високо-екс-парчадна                                                      | 815 кг | 7.6 м  | 243 кг       |                                                   |                       | 25 км | 90 км |

## Корисници
- Азербејџан - 12
- Алжир - 18
- Белорусија - 40
- Венецуела - 12
- Грузија - 3
- Индија - 42
- Казахстан - 6-15
- Кина - производи се под називом ПХЛ - 03
- Кувајт - 27
- Уједињени Арапски Емирати - 6
- Перу - 10-25
- Русија - 106
- Туркменистан - 6-8
- Украјина - 80

## Верзије
- 9A52-4 - Лака верзија, за ваздушни транспорт на Камаз-6350 камиону са модуларним 6-цевним ракетним паковањем. Представљен 2007.
- 9A52-2T - Извозна верзија, базирана на Татара T816 10x10 камион.[тражи се извор]